# Veld (munt)
Het veld op een munt wordt in de numismatiek gezien als het diepst gelegen, gladde stuk van de beeldenaar.
- H vd Sanden. veld (van munt). met vertalingen